# Christmas Island Phosphate Railway
| Christmas Island Phosphate Railway            | Christmas Island Phosphate Railway |
| --------------------------------------------- | ---------------------------------- |
| Peckett Nr. 1824 vom März 1931                |                                    |
| Karte der Weihnachtsinsel mit der Bahnstrecke |                                    |
| Spurweite:                                    | 1435 mm und 610 mm                 |
|                                               |                                    |

Die Christmas Island Phosphate Railway war eine Verbindungsbahn zwischen Flying Fish Cove und South Point der Weihnachtsinsel (Christmas Island).
Die Strecke wurde 1914 in Normalspur errichtet und war 19,7 km lang. Sie diente primär dem Phosphattransport, beförderte aber auch die Kinder der Arbeiter zur Schule. Nach Einstellung des Phosphatabbaus wurde der Bahnbetrieb 1987 eingestellt. Die Schienen wurden inzwischen demontiert. Diverse Überbleibsel einschließlich einer Diesellok vom Typ GE 44-ton switcher sind heute noch auf der Insel zu finden.
Neben der Normalspurstrecke war auch noch eine Bahn mit 610 mm Spurweite vorhanden.